# Diesel (kledingmerk)

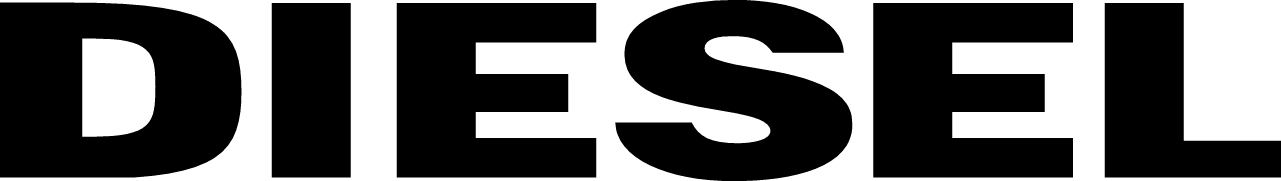
Logo

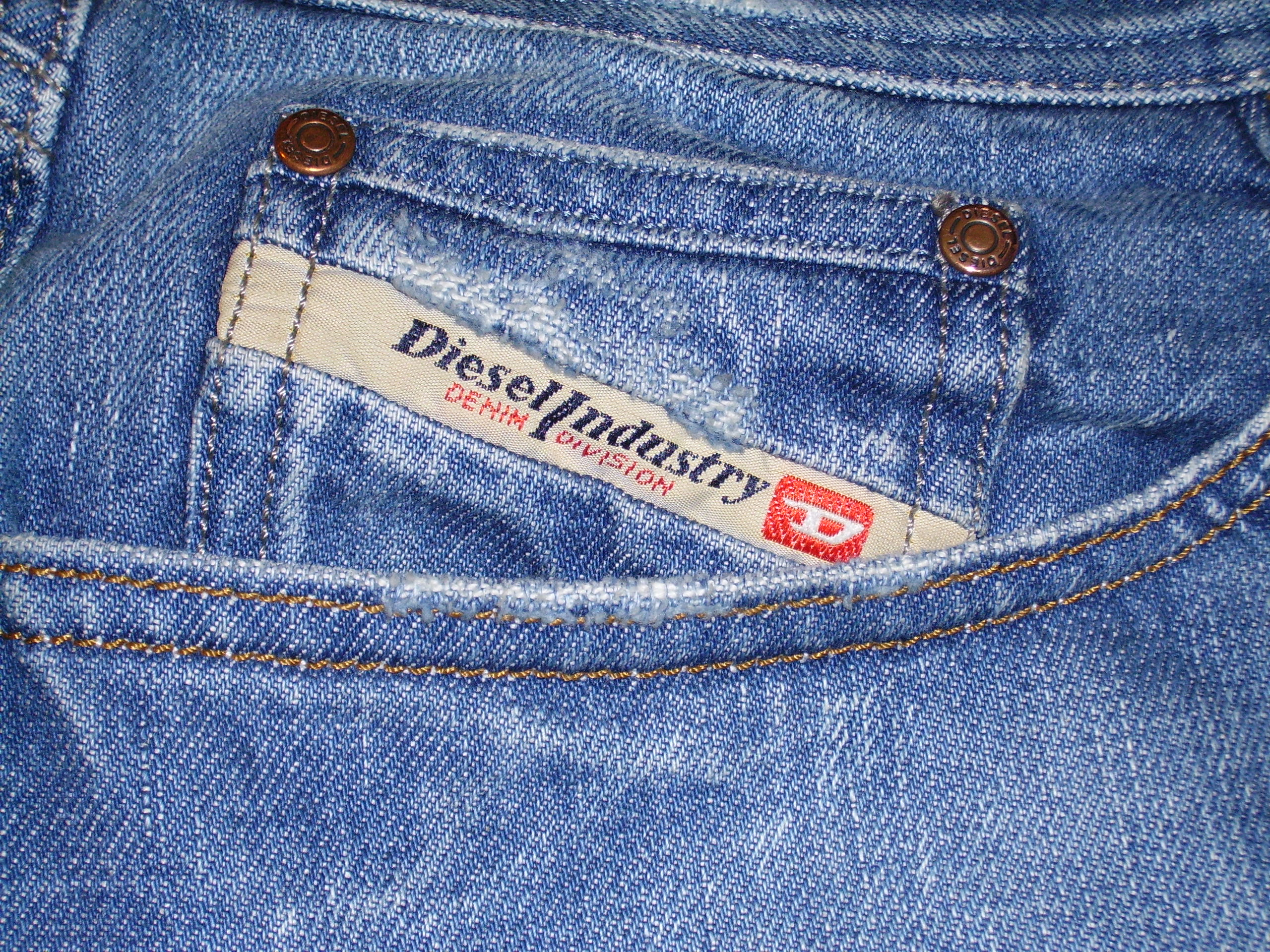
Spijkerbroek van Diesel

Diesel S.p.A., beter bekend als Diesel, is een Italiaans kledingmerk, dat zich voornamelijk op mannen en vrouwen tussen de 18 en 25 jaar richt. Het staat bekend om zijn denim, maar de collecties omvatten ook andere items zoals zonnebrillen (Diesel Eyewear), horloges (Diesel Watches), parfums (Diesel Perfumes And Colognes), meubels (Diesel Living), ondergoed en badkledij en een kledinglijn voor kinderen (Diesel Kids). Er is zelfs een gelimiteerde editie van de Fiat 500. Het eigentijdse merk Diesel Black & Gold (met onder meer leren jassen) werd stopgezet. 
Het bedrijf bedrijf werd in 1978 opgericht door Renzo Rosso en diens voormalige baas Adriano Goldschmied. In 1985 nam Rosso het bedrijf volledig over en zette vanaf 1991 de internationale expansie in gang. Die werd onder meer aangestuurd door een succesvolle wereldwijde marketingstrategie met campagnes door het Zweedse reclamebureau Paradiset DDB die niet om het product draaien, maar juist suggestieve en surrealistische beelden gebruiken. Diesels slogan luidt: For successful living. 
In 1996 werd op de New Yorkse Lexington Avenue een flagshipstore geopend en in 2015 een andere in Tel Aviv. Renzo Rosso begon in 2002 andere modemerken over te nemen, die hij samen met Diesel samenbracht onder het moederbedrijf Only The Brave. Merken die deel uitmaken van Only the Brave zijn onder meer Maison Martin Margiela, Viktor & Rolf, Marni en het licentiebedrijf Staff International. 
De omzet bedroeg in 2005 ongeveer € 1,2 miljard, terwijl deze in 2009 daalde tot € 0,95 miljard. In 2016 liet de balans van het bedrijf een verlies zien van ongeveer 10 miljoen euro, ondanks een lichte verbetering van de omzet. Dat zette een caroussel in beweging waarbij creatieve directeurs (o.a. Wilbert Das, Nicola Formichetti) en CEO's (o.a. Alessandro Bogliolo, Marco Agnolin) elkaar in sneltempo opvolgden en de de Amerikaanse vestiging zich moest beschermen tegen een faillissement onder Chapter 11. De Belg Glenn Martens is sinds oktober 2020 artistiek directeur van Diesel.
Het merendeel van Diesels productie wordt uitbesteed aan kleine en middelgrote ondernemingen. De productie van jeans vindt voornamelijk in Italië plaats. Het hoofdkwartier (Diesel Village) is sinds 2010 gevestigd in Breganze, in het noordoosten van Italië gevestigd. Van daaruit worden 17 dochterondernemingen in Europa, Azië, Noord-Amerika en Zuid-Amerika aangestuurd. Voordien was Diesel gevestigd in Molvena. 
Het bedrijf heeft meer dan 400 winkels in eigen bezit, de zogeheten "mono brand stores" (monomerkboetieks) en levert als groothandel aan meer dan 5.000 boetieks en warenhuizen.
Diesel verleende zijn samenwerking tijdens de ontwikkeling van De Sims 3: Diesel Accessoires. Dit uitbreidingspakket van De Sims 3 bevat virtuele kleren en meubels van Diesel.